# پل سلطان سلیم یاووز
پل سلطان سلیم یاووز (ترکی:Yavuz Sultan Selim Köprüsü) پلی در استانبول ترکیه است. ارتفاع پایه‌های این پل ۳۲۲ متر است که پس از پل میلو دومین پل بلند جهان است. این پل در ۲۶ اوت ۲۰۱۶ افتتاح شد و عرض آن ۵۸٫۴ متر است.

## مراحل ساخت‌وساز

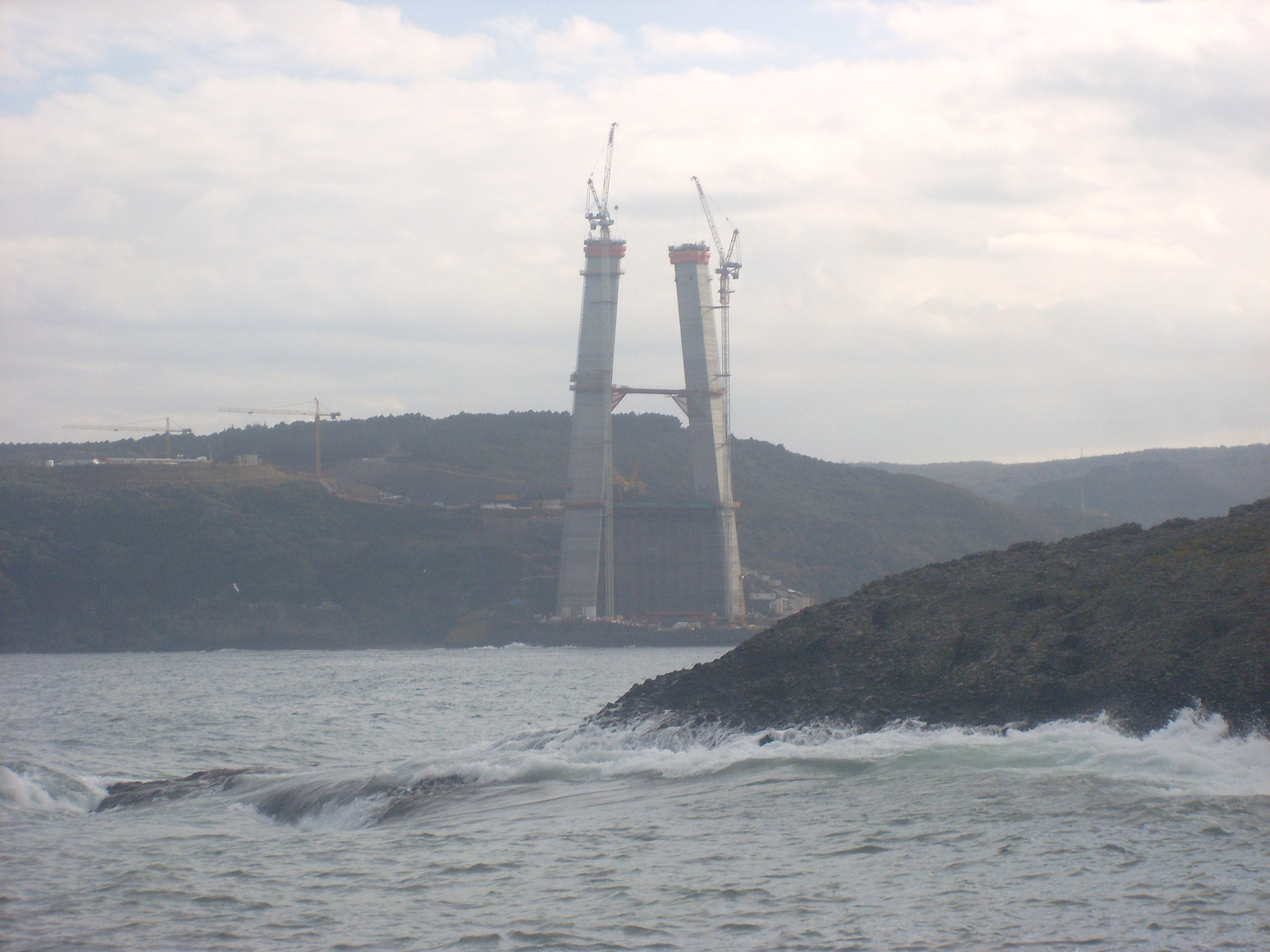
نمای پل در ژانویه ۲۰۱۴
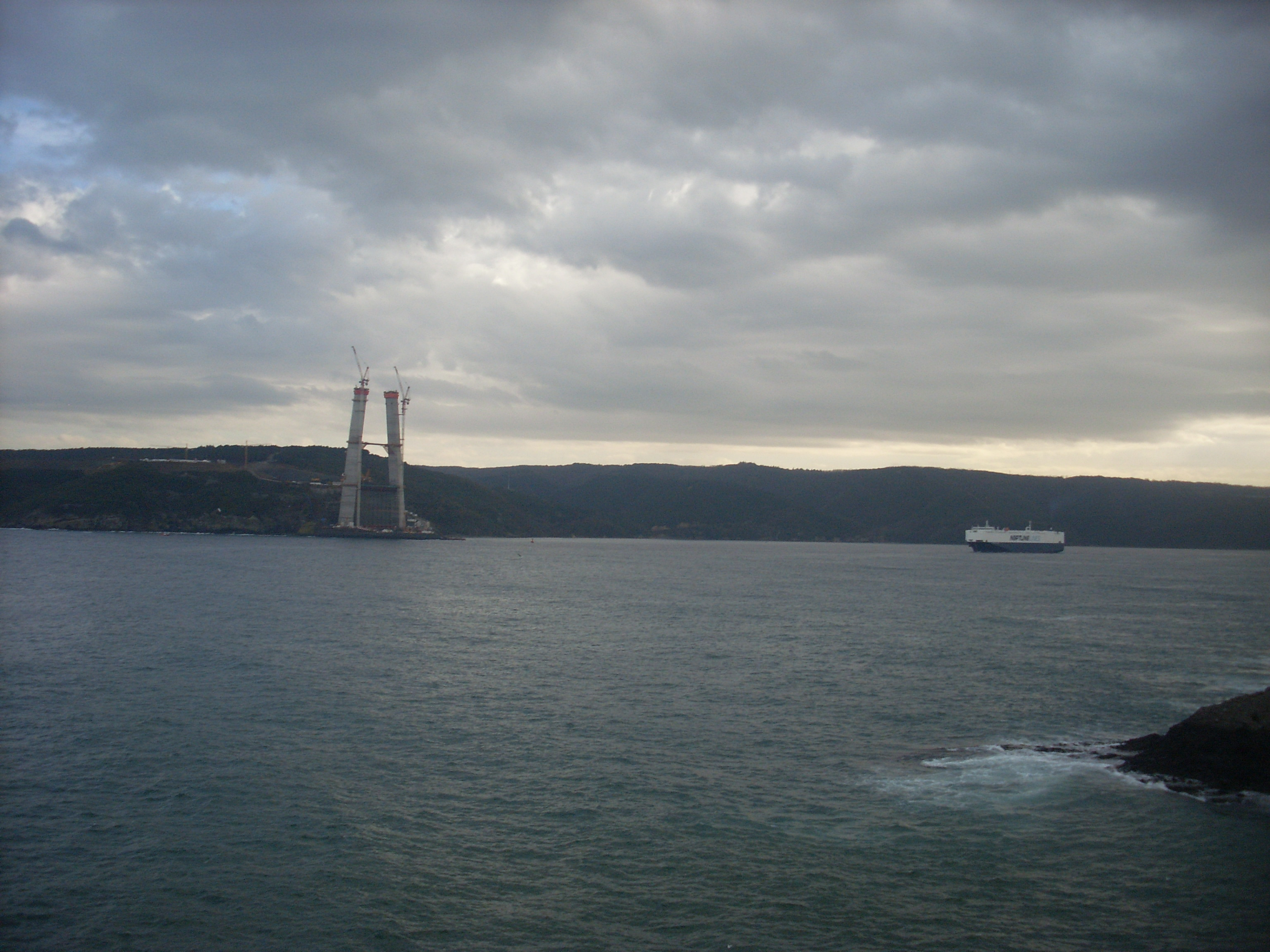
نمای پل در ژانویه ۲۰۱۴
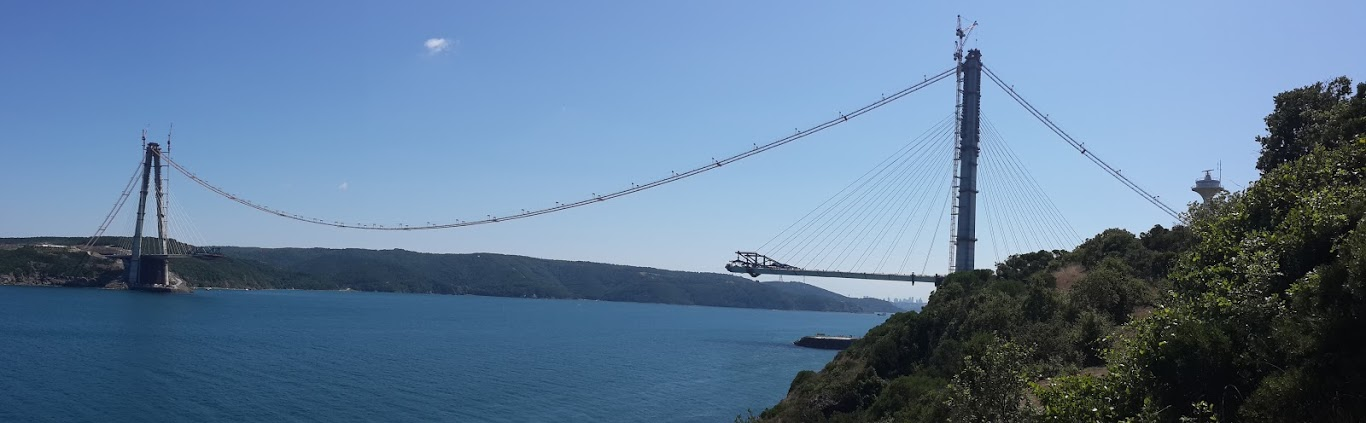
ژوئیه ۲۰۱۵
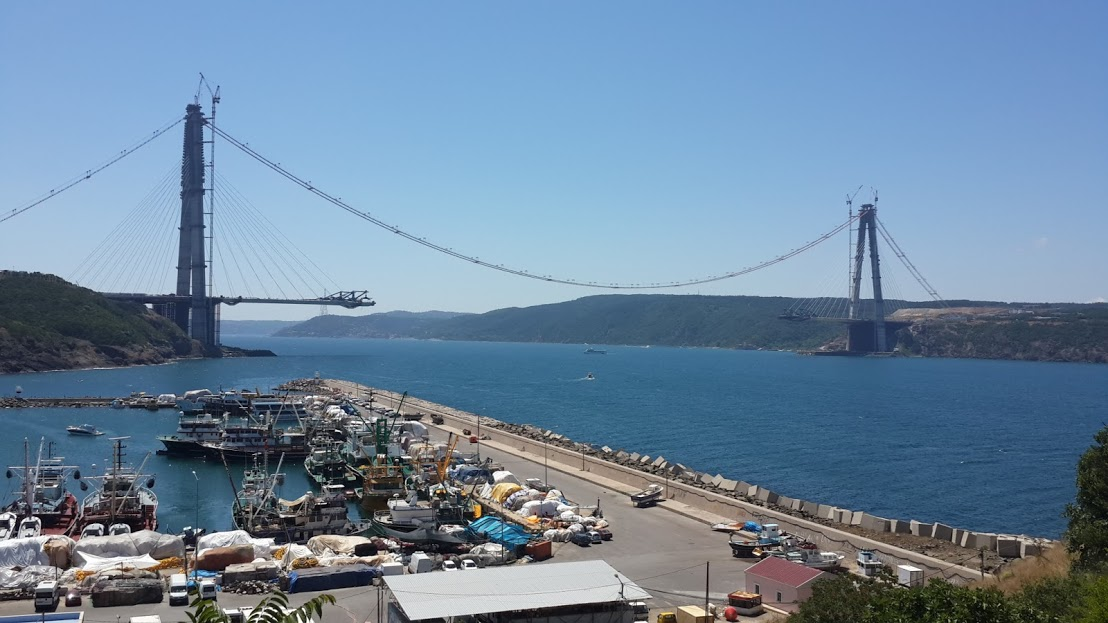
ژوئیه ۲۰۱۵